# 大阪ガスネットワーク
大阪ガスネットワーク株式会社（おおさかガスネットワーク、英: Osaka Gas Network Co., Ltd.）は、近畿地方の導管事業会社である。ガス事業法等による規制により大阪ガス株式会社の導管事業が分社化され、2022年4月に事業を開始した。大阪ガス株式会社を中心とする企業グループであるDaigasグループに属している。
一般ガス導管事業者として、近畿地方2府4県および中国地方1県に都市ガスの供給を行っている。ガス導管総延長は約63,100km（2021年3月時点）に及ぶ。
また、ガス事業者等を対象にした教育事業・コンサルティング事業も展開しており、国内のみならず、海外のガス事業者からの受注実績を持つ。

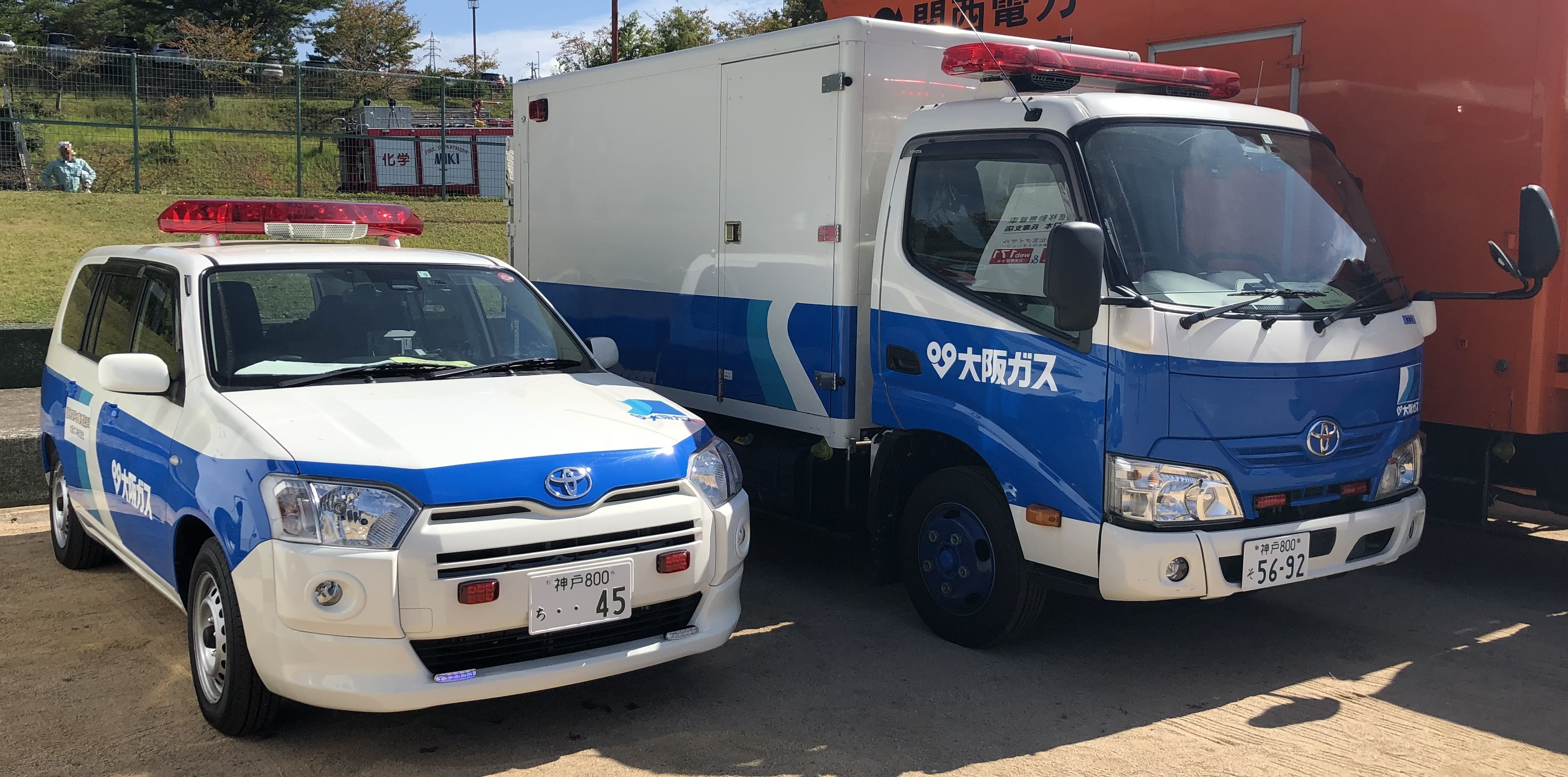
大阪ガスネットワークの緊急作業車（分社化前に撮影）

## 沿革
- 2021年（令和3年）3月 - 大阪ガス株式会社が、ガス事業法で2022年4月より求められる予定である導管部門の法的分離に向け、分割準備会社を設立することを発表[3]。
- 2022年（令和4年）
  - 3月 - 一般ガス導管事業等の分割認可を経済産業大臣から受ける[4]。
  - 4月 - 事業を開始。

## 供給エリア
大阪ガスネットワーク株式会社の一般ガス導管事業者としての供給エリアは以下の通り（2022年4月1日時点）。最新の供給エリアは、公式サイトの小売託送供給約款 連結託送供給約款 別表第1を参照。
近畿地方
大阪府
- 全域供給区域：大阪市・泉大津市・松原市・羽曳野市・高石市・藤井寺市・忠岡町・田尻町・豊中市・吹田市・摂津市・八尾市・柏原市・東大阪市・守口市・枚方市・寝屋川市・門真市
- 一部供給区域：堺市・岸和田市・泉佐野市・富田林市・河内長野市・和泉市・泉南市・大阪狭山市・阪南市・熊取町・岬町・河南町・太子町・池田市・高槻市・茨木市・箕面市・島本町・豊能町・能勢町・大東市・四条畷市・関西国際空港

兵庫県
- 全域供給区域：尼崎市・芦屋市・伊丹市・明石市・播磨町
- 一部供給区域：神戸市・西宮市・宝塚市・川西市・猪名川町・三木市・三田市・加東市・姫路市・相生市・太子町・加古川市・高砂市・赤穂市・小野市・加西市・たつの市・稲美町・上郡町・佐用町

京都府
- 全域供給区域：八幡市・向日市・大山崎町・久御山町
- 一部供給区域：京都市・宇治市・亀岡市・城陽市・長岡京市・井手町・宇治田原町・京田辺市・木津川市・精華町

奈良県
- 全域供給区域：三郷町・王寺町
- 一部供給区域：奈良市・大和高田市・大和郡山市・天理市・生駒市・香芝市・平群町・斑鳩町・安堵町・田原本町・上牧町・広陵町・河合町・川西町

和歌山県
- 全域供給区域：なし
- 一部供給区域：和歌山市・海南市・岩出市

滋賀県
- 全域供給区域：なし
- 一部供給区域：大津市・近江八幡市・草津市・守山市・栗東市・甲賀市・野洲市・湖南市・東近江市・日野町・竜王町・彦根市・長浜市・米原市・愛荘町・甲良町・多賀町

中国地方
岡山県
- 全域供給区域：なし
- 一部供給区域：備前市

## グループ企業
- 株式会社きんぱい（ガス配管工事、ガス機器・住宅設備機器の販売）
- 大阪ガスカスタマーリレーションズ株式会社（ガス設備調査、ガスメーターの検針WEB 業務、ガス料金の回収業務）